# Санне (Мёре-ог-Ромсдал)
Санне (норв. Sande i Møre og Romsdal) — коммуна в губернии Мёре-ог-Ромсдал в Норвегии. Административный центр коммуны — город Ларснес. Официальный язык коммуны — нюнорск. Население коммуны на 2005 год составляло 2502 чел. Площадь коммуны Санне — 93,18 км², код-идентификатор — 1514.

## История населения коммуны

Статистика коммуны Санне

Население коммуны в течение последних 60 лет колеблется около уровня в 3000 человек, между двумя периодами изменения состава коммуны население было выше — около 3500 человек.

## Церкви
В коммуне Санне находятся два прихода Церкви Норвегии, включающие три церкви. В 1880 году была построена церковь в деревне Санне, в 1919 — церковь деревни Гурскен, что на острове Гурскёй, в 1989 — часовня в деревне Ларснес, нынешней столице коммуны (также на острове Гурскёй).

## География
Коммуна Санне располагается на большом количестве островов, в чьё число входят, в частности, острова Сандёй, Квамсёй, Вокса, Ристе, и частично остров Гурскёй, разделённый с коммуной Херёй.